# Europejski Tytuł Egzekucyjny
Europejski Tytuł Egzekucyjny (właściwie „Europejski Tytuł Egzekucyjny dla roszczeń bezspornych”) – instytucja prawa Unii Europejskiej wprowadzona rozporządzeniem (WE) nr 805/2004 Parlamentu Europejskiego i Rady z 21 kwietnia 2004 w sprawie utworzenia Europejskiego Tytułu Egzekucyjnego dla roszczeń bezspornych. Rozporządzenie to weszło w życie 21 stycznia 2005, z tym, że stosowane jest w zasadniczej części od 21 października 2005.
Ogólnym celem działań podjętych przez Wspólnoty Europejskie w ramach „Przestrzeni wolności, bezpieczeństwa i sprawiedliwości” jest likwidacja przeszkód prawnych we współdziałaniu organów wymiaru sprawiedliwości państw członkowskich Unii Europejskiej. Usunięcie tych przeszkód ma nastąpić również w zakresie procedury cywilnej. Pierwszym krokiem w tę stronę stało się zniesienie istniejących do tej pory postępowań o uznanie zagranicznych orzeczeń sądowych, przewidzianych przez wewnętrzne porządki prawne państw członkowskich. Ten skutek został osiągnięty za pomocą rozporządzenia Rady (WE) nr 44/2001 z 22 grudnia 2000 w sprawie jurysdykcji i uznawania orzeczeń sądowych oraz ich wykonywania w sprawach cywilnych i handlowych. Europejski Tytuł Egzekucyjny jest krokiem następnym – jego skutkiem ma być „swobodny przepływ orzeczeń” na obszarze wszystkich państw członkowskich bez potrzeby prowadzenia jakichkolwiek postępowań poprzedzających wykonanie orzeczenia w państwie, gdzie ma ono zostać wykonane.
Do dnia uchylenia tegoż rozporządzenia wierzyciel miał wybór pomiędzy wystąpieniem o wydanie zaświadczenia Europejskiego Tytułu Egzekucyjnego a zastosowaniem procedury przewidzianej w rozporządzeniu Rady (WE) nr 44/2001 z dnia 22 grudnia 2000 r. w sprawie jurysdykcji i uznawania orzeczeń sądowych oraz ich wykonywania w sprawach cywilnych i handlowych.
Obecnie, wobec zastąpienia przytoczonego rozporządzenia rozporządzeniem Parlamentu Europejskiego i Rady (UE) nr 1215/2012 z dnia 12 grudnia 2012 r. w sprawie jurysdykcji i uznawania orzeczeń sądowych oraz ich wykonywania w sprawach cywilnych i handlowych wierzyciel ma wybór pomiędzy wystąpieniem o wydanie zaświadczenia Europejskiego Tytułu Egzekucyjnego, a wykorzystaniem procedury przewidzianej w tym rozporządzeniu.

## Przesłanki wydania zaświadczenia ETE
Europejski Tytuł Egzekucyjny może być wydany wyłącznie w sprawach cywilnych i handlowych, nie jest więc możliwe jego wydanie w szczególności w sprawach skarbowych, celnych, administracyjnych itp. Oprócz tego w zakresie spraw z następujących zakresów przewidziano wprost wyłączenie możliwości nadania ETE:
- stanu cywilnego lub zdolności prawnej osób fizycznych, praw majątkowych wynikających ze stosunków małżeńskich, testamentów i dziedziczenia;
- upadłości, postępowania związanego z likwidacją niewypłacalnych spółek lub innych osób prawnych, porozumień sądowych, układów oraz innych analogicznych postępowań;
- ubezpieczeń społecznych;
- arbitrażu[7].

Dodatkowo Europejski Tytuł Egzekucyjny może zostać wydany wyłącznie w odniesieniu do orzeczeń, ugód sądowych oraz dokumentów urzędowych dotyczących roszczeń bezspornych, przy czym roszczenie uznaje się za bezsporne, jeżeli zostanie spełniona jedna z poniższych przesłanek:
- dłużnik wyraźnie zgodził się co do niego poprzez uznanie lub w drodze ugody zatwierdzonej przez sąd lub zawartej przed sądem w toku postępowania;
- dłużnik nigdy nie wniósł przeciwko niemu sprzeciwu, zgodnie ze stosownymi wymogami proceduralnymi wynikającymi z prawa Państwa Członkowskiego wydania, w toku postępowania sądowego;
- dłużnik nie stawił się ani nie był reprezentowany na rozprawie sądowej dotyczącej tego roszczenia, po początkowym zakwestionowaniu roszczenia w toku postępowania sadowego, pod warunkiem że takie zachowanie traktuje się jako milczące uznanie roszczenia lub uznanie faktów przedstawianych przez wierzyciela na mocy prawa Państwa Członkowskiego wydania;
- dłużnik wyraźnie zgodził się co do niego w dokumencie urzędowym[8].

Konieczne jest także spełnienie dodatkowych przesłanek w odniesieniu do samego orzeczenia, a konkretnie:
- orzeczenie musi być wykonalne w Państwie Członkowskim wydania;
- orzeczenie musi być zgodne z zasadami jurysdykcji w sprawach dotyczących ubezpieczenia oraz dotyczącymi jurysdykcji wyłącznej zawartymi odpowiednio w sekcjach 3 i 6 rozdziału II rozporządzenia 1215/2012;
- postępowanie sądowe musiało spełnić określone wymogi w zakresie doręczenia dokumentu wszczynającego postępowanie oraz orzeczenia określone w rozdziale III rozporządzenia 805/2004, jeżeli w toku postępowania dłużnik nie zgodził się wyraźnie co do roszczenia;
- orzeczenie musi być wydane w państwie członkowskim, w którym dłużnik ma miejsce zamieszkania, jeżeli odnosi się ono do umowy zawartej przez osobę, konsumenta, w celu, który można uznać za wykraczający poza jego działalność gospodarczą lub zawodową, a dłużnik jest konsumentem i nie zgodził się wyraźnie co do roszczenia[9].

## Tryb wydania zaświadczenia ETE

### informacje ogólne
Jeżeli orzeczenie spełnia wskazane wyżej warunki sąd jego wydania wydaje na złożony w dowolnym czasie wniosek zaświadczenie Europejskiego Tytułu Egzekucyjnego. Zaświadczenie Europejskiego Tytułu Egzekucyjnego wydawane jest przy zastosowaniu standardowego formularza w tym samym języku, co orzeczenie. Zaświadczenie Europejskiego Tytułu Egzekucyjnego jest skuteczne jedynie w granicach wykonalności orzeczenia.
Od wydania zaświadczenia Europejskiego Tytułu Egzekucyjnego nie przysługuje żadne odwołanie.
W przypadku gdy orzeczenie zawiera wykonalną decyzję w sprawie kwoty kosztów związanych z postępowaniem sądowym, w tym odsetek, nadaje mu się zaświadczenie Europejskiego Tytułu Egzekucyjnego również w tym zakresie, chyba że dłużnik wyraźnie sprzeciwił się obowiązkowi poniesienia tych kosztów w toku postępowania sądowego.
Jeżeli tylko część orzeczenia spełnia przedstawione powyżej wymogi, wydaje się w stosunku do nich częściowy Europejski Tytuł Egzekucyjny.
Na wniosek złożony do sądu wydania zaświadczenie Europejskiego Tytułu Egzekucyjnego podlega sprostowaniu, gdy na skutek istotnego błędu, istnieje rozbieżność pomiędzy orzeczeniem a zaświadczeniem oraz uchyleniu, gdy zostało nadane oczywiście bezzasadnie. Wniosek o sprostowanie lub uchylenie może być złożony na urzędowym formularzu.
Powyższe stosuje się odpowiednio do ugód sądowych oraz dokumentów urzędowych, z tym że wniosek o nadanie zaświadczenia Europejskiego Tytułu Egzekucyjnego ugodzie składa się do sądu, w którym została zatwierdzona lub przed którym została zawarta, a wniosek o nadanie zaświadczenia Europejskiego Tytułu Egzekucyjnego dokumentowi urzędowemu składa się do państwa wyznaczonego przez Państwo Członkowskie wydania dokumentu.

### Informacje szczegółowe

#### Polska
W Polsce organem właściwym do nadania zaświadczenia Europejskiego Tytułu Egzekucyjnego dokumentowi urzędowemu jest sąd rejonowy w okręgu którego dokument ten został sporządzony.
Postanowienie w przedmiocie wydania zaświadczenia europejskiego tytułu egzekucyjnego sąd wydaje w składzie jednego sędziego.
Postanowienie o odmowie wydania zaświadczenia europejskiego tytułu egzekucyjnego doręcza się wyłącznie wierzycielowi. Na postanowienie to przysługuje zażalenie, którego odpisu nie doręcza się dłużnikowi.

## Skutki wydania zaświadczenia ETE
Skutkiem nadania orzeczeniu zaświadczenia ETE jest to, że takie orzeczenie jest uznawane i wykonywane w każdym innym państwie członkowskim Unii Europejskiej bez potrzeby prowadzenia jakiegokolwiek postępowania. W szczególności nie ma potrzeby uznania tego orzeczenia ani możliwości sprzeciwienia się jego uznaniu. Nie ma również potrzeby stwierdzania wykonalności takiego orzeczenia. Jedynymi dokumentami, które wierzyciel jest obowiązany przedstawić organowi egzekucyjnemu w państwie, gdzie orzeczenie będzie wykonywane, są wiarygodne odpisy orzeczenia i zaświadczenia ETE, ewentualnie wraz z tłumaczeniem. Oczywiście, niedopuszczalna jest jakakolwiek kontrola merytoryczna orzeczenia opatrzonego zaświadczeniem ETE.
Orzeczenie, któremu nadano zaświadczenie ETE, podlega wykonaniu według prawa państwa, w którym jest wykonywane. Od wierzyciela nie wolno żądać żadnych kaucji ani zabezpieczeń z tytułu tego, że jest on w tym państwie cudzoziemcem.
Sąd państwa wykonania na wniosek dłużnika może odmówić wykonania orzeczenia, jeżeli nie da się ono pogodzić z wydanym wcześniej orzeczeniem między tymi samymi stronami w tym samym sporze a zarzut ten nie został podniesiony w postępowaniu sądowym w państwie wydania. W pewnych okolicznościach może też ograniczyć egzekucję orzeczenia, uzależnić ją od złożenia zabezpieczenia albo – wyjątkowo – zawiesić.
Według Kodeksu postępowania cywilnego orzeczenie opatrzone zaświadczeniem ETE jako tytuł wykonawczy podlega wykonaniu w Polsce, bez konieczności nadania klauzuli wykonalności.